# Kaggevinne
Kaggevinne is een dorp in de Belgische provincie Vlaams-Brabant en een deelgemeente van Diest. Kaggevinne was een zelfstandige gemeente tot aan de gemeentelijke herindeling van 1977.

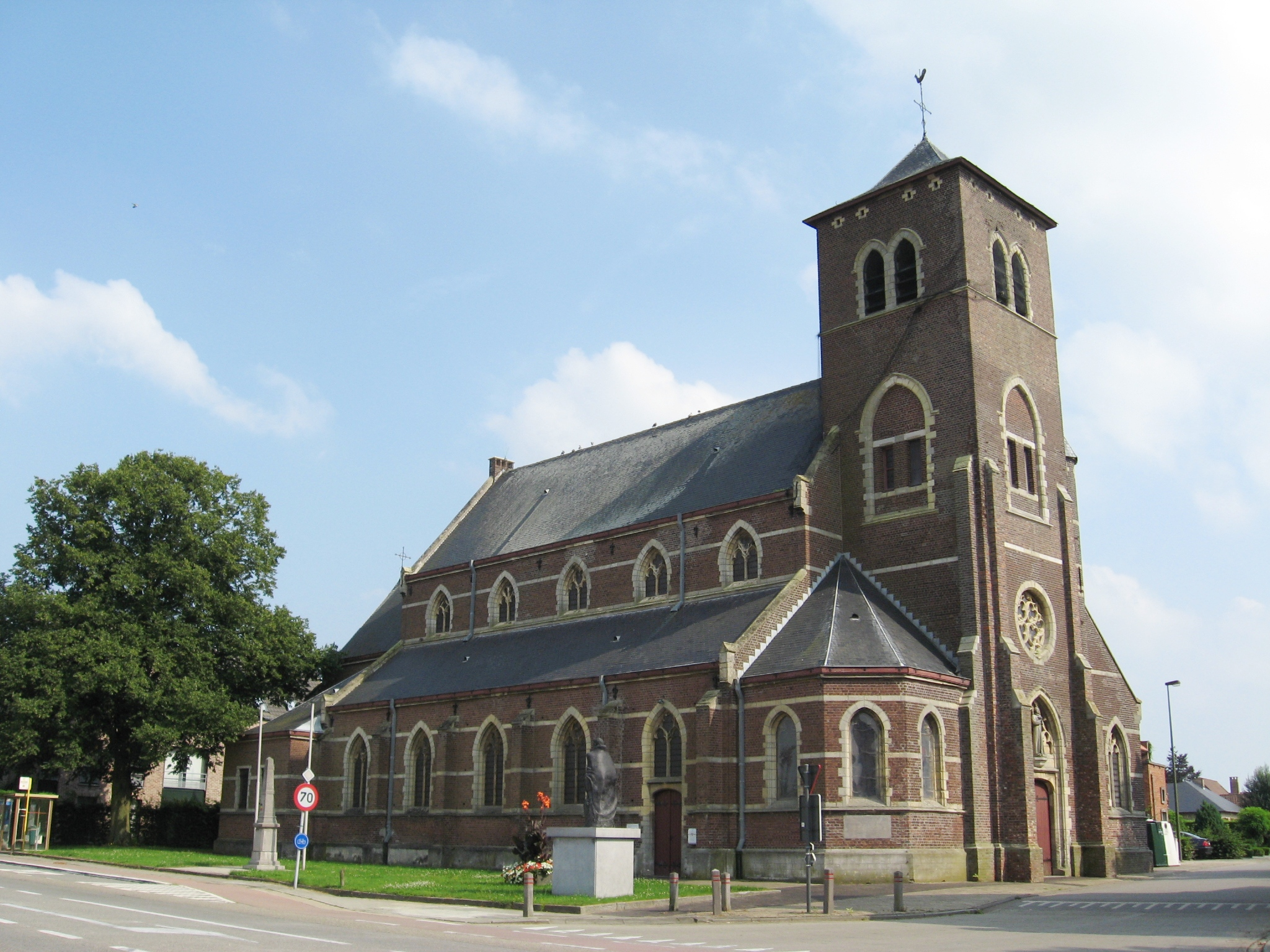
Heilig Kind Jezuskerk

## Toponymie
Oude vormen van de naam zijn: Cagghenvinna (1301) , Kaeghenvinne (1317), Caggheuinne/Kackeuinnee (ca. 1321), etc.
De betekenis van het toponiem kan herleid worden tot twee delen, met name:
- Vinne de gewestelijke vorm in het oosten van Brabant voor ven, vijver of poel in de heide, vgl. met de waterplas het Vinne in Zoutleeuw.
- Kagge, de betekenis van dit eerste lid is onduidelijk: volgens Claes misschien kaak "schandplaats" of eerder een dialectisch adjectief kag, voortlevend als kwak, dus ven in onvaste grond. De verklaring uit "Frankisch rechtsgebied" is louter fantasie. Kaak als schandpaal is weinig aannemelijk. Deze stond immers op het dorpsplein. Aannemelijk is Middelnederlands cage/kage "smalle dijk langs het water".

## Geschiedenis
Van 1922, toen de gemeente Kaggevinne-Assent opgesplitst werd, tot aan de fusie in 1977 was Kaggevinne een zelfstandige gemeente. Het westelijke deel werd bij Scherpenheuvel-Zichem gevoegd, doch is er geen deelgemeente van. Het oostelijke deel (met onder andere de kerk) werd een deelgemeente van de stad Diest. De nieuwe gemeentegrens loopt op de as van de Prinsenbosstraat.

## Bezienswaardigheden
- De Heilig Kind Jezuskerk

## Natuur en landschap
Kaggevinne ligt in het Hageland en de hoogte varieert tussen 20 en 68 meter. Men vindt er een aantal getuigenheuvels welke de -hier smalle- vallei van de Demer insluiten. Ten zuiden van de Demer, hier ten noorden van de dorpskom, vindt men ook broekgebieden.

## Demografische ontwikkeling
- Bronnen:NIS, Opm:1831 tot en met 1970=volkstellingen; 1976 = inwoneraantal op 31 december

## Bekende inwoners
- Guy Swinnen (1960), zanger van The Scabs en muzikant
- Inge Bosschaerts (1984), auteur en eindredacteur Het Laatste Nieuws

## Nabijgelegen kernen
Diest, Assent, Scherpenheuvel